# PAS Hamedan FC
PAS Hamedan Football Club (persiska باشگاه فوتبال پاس همدان) är en iransk fotbollsklubb som för närvarande spelar i högsta divisionen, Iran Pro League. Klubben är baserad i Hamedan i Iran.